# Liste der Kulturdenkmäler in Lonsheim
In der Liste der Kulturdenkmäler in Lonsheim sind alle Kulturdenkmäler der rheinland-pfälzischen Ortsgemeinde Lonsheim aufgeführt. Grundlage ist die Denkmalliste des Landes Rheinland-Pfalz (Stand: 25. März 2025).

## Einzeldenkmäler
| Bezeichnung                       | Lage                                         | Baujahr                            | Beschreibung | Bild                           |
| --------------------------------- | -------------------------------------------- | ---------------------------------- | --- | ------------------------------ |
| Grabmäler                         | Am Kirschgarten, auf dem Friedhof Lage       | zweite Hälfte des 19. Jahrhunderts | aus dem Friedhof Gruppe von 1981 zusammengestellten Grabmälern der zweiten Hälfte des 19. Jahrhunderts; Grabmal Frau Müller († 1891), Eichenstumpf; Grabmal Maria Elisabetha Barth, geb. Köth († 1892), Obelisk mit Relief; Grabmal Eheleute Michael Friedrich († 1897), Stele mit romanisierender Säulenstellung und Reliefs; Grabmal Otto Jung († 1873), reliefierte Stele; anonymes Grabmal, gebrochene Säule mit Draperie; Grabmal Familie Friedrich, Obelisk aus Schwarz-Schwedisch, davor auf Sockel Steinvase für Jean Friedrich († 1894), schmiedeeiserne Einfriedung | BW                             |
| Weiße Villa                       | Friedrichstraße 6 Lage                       | 1890                               | Putzbau in spätklassizistischen Formen, 1890; gediegene Innenausstattung | BW                             |
| Katholische Kirche St. Margaretha | Kirchgasse 4 Lage                            | 1722                               | mittelalterlicher Turm, barocker Saal 1722, erneuert 1750; südwestlich des Turms barockes Grabkreuz, 1720 | BW                             |
| Pumpwerk                          | Kandelgasse 8 Lage                           | um 1914                            | Pumpwerk und Sammelbehälter; eingeschossiger Pyramidendachbau mit offener Eingangshalle, Heimatstil, um 1914 | BW                             |
| Evangelische Kirche               | Untergasse 18 Lage                           | 1910–12                            | Saalbau in barockisierendem Heimatstil, 1910–1912, Architekt Ludwig Hofmann, Herborn | Fotos hochladen                |
| Aussichtsturm                     | südwestlich des Ortes; Flur An der Hemm Lage | 1903/04                            | Rundturm mit Aussichtsplattform in mittelalterlichen Bauformen, 1903/04 zum Gedenken an die Teilnehmer des Deutsch-Französischen Kriegs 1870/71, Baumeister Gustav Peisker, Mainz | weitere Bilder Fotos hochladen |